# Lucius Aemilius Mamercus
Lucius Aemilius Mamercus was driemaal Romeins consul in 484, 478 en 473 v.Chr. Hij was een lid van de Aemilia familie. 
In 484 werd consul Aemilius verslagen door de Volsken in de Slag bij Antium. Een dag later versloeg hij de Volsken alsnog in de Slag bij Longula. Tijdens dit jaar werd ook de tempel van Castor ingewijd op 15 juli, en stopte hij een wetsvoorstel voor agrarische hervorming door de tribunen samen met zijn collega consul Caeso Fabius Vibulanus.